# What's in a Word
What's in a Word is een muzieknummer van de Britse band The Christians uit 1992. Het is de tweede single van hun derde studioalbum Happy in Hell.
Het nummer werd een bescheiden hitje in het Verenigd Koninkrijk, Frankrijk, Duitsland en Nederland. In het Verenigd Koninkrijk bereikte het de 33e positie, en in de Nederlandse Top 40 de 31e.